# 科威特军事

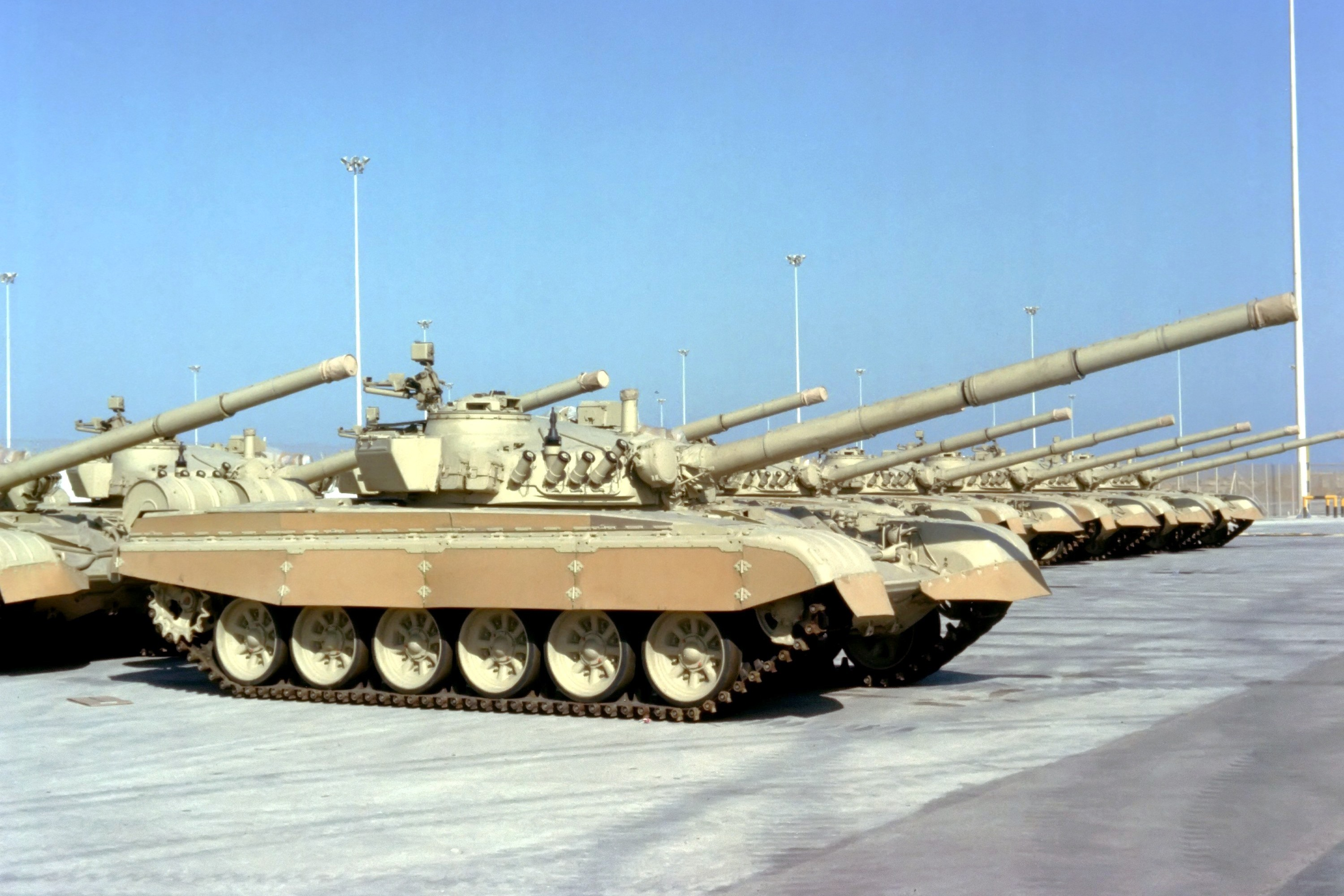
科威特M-84主戰坦克

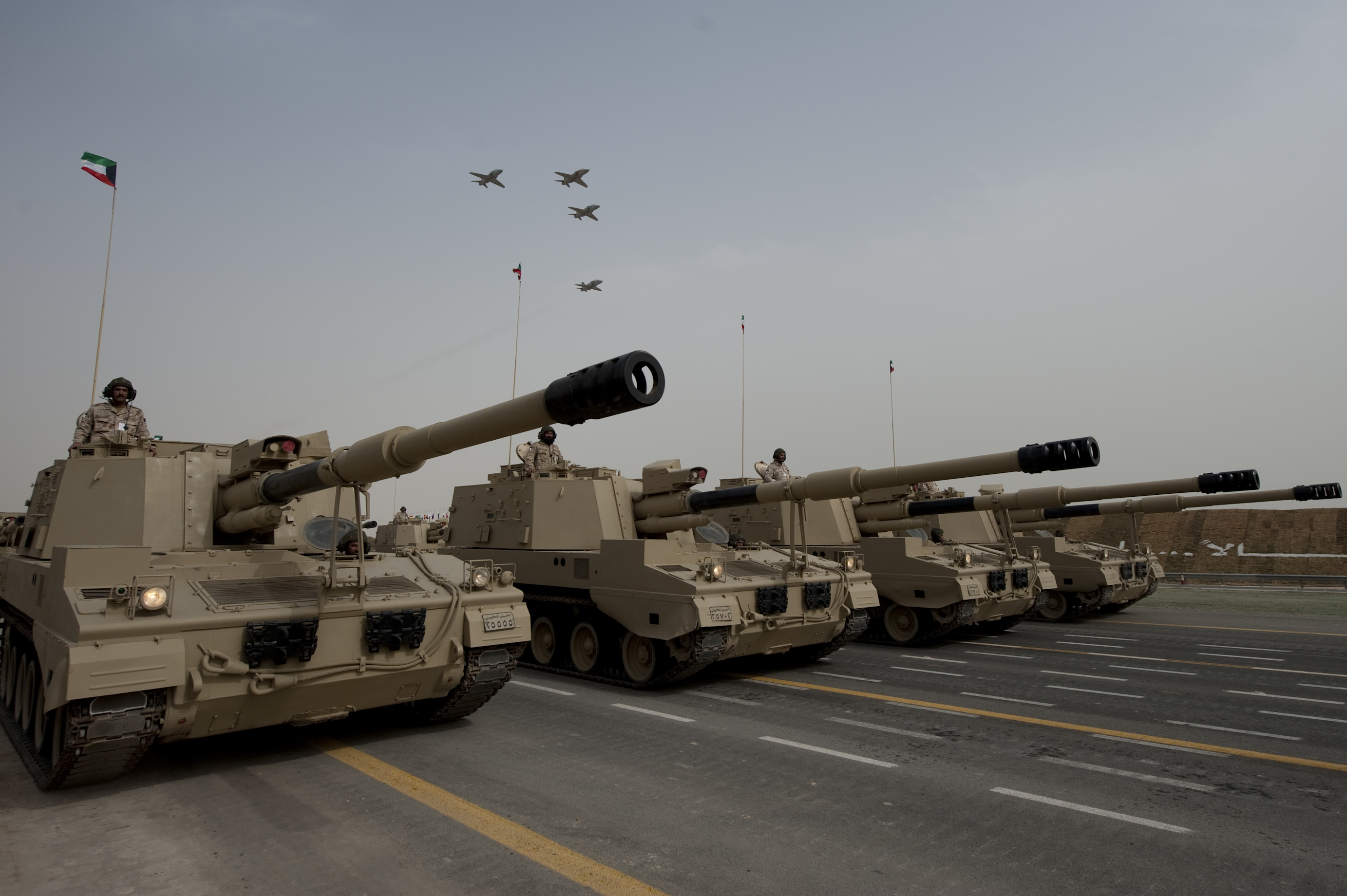
科威特於90年代末向中國訂購PLZ-45自行加榴炮作為砲兵主力

波斯灣戰爭後，科威特保持著小規模部隊組成的陸軍，海軍和空軍國民警衛隊部隊約5萬8千3百人。多數軍隊設備是由英國和美國提供。波斯灣戰爭中除了少數單位的人得以逃往阿拉伯（其中大多數是空軍），其他所有軍事設備被伊拉克毀壞或擄走，事後伊拉克戰敗留下的設備其實多數在波斯灣戰爭中被嚴重損壞，無法修復。
戰爭結束以來，科威特在美國和其他盟國幫助下，已經做出重大努力，大規模增加現代武裝部隊，這些努力獲得成功。政府還不斷與其他阿拉伯國家、聯合國安全理事會成員共同舉行聯合演習。
另有單獨組織一個國民警衛隊維持國內治安，警察部隊的權力由內政部掌管。1999年後，婦女可以擔任警察。
- 軍種：陸軍、海軍、空軍、國民警察部隊、國民警衛隊、海岸警衛隊
- 軍事人力-軍事年齡：18歲
- 軍事人力-可動員數：15-49歲男性-864745 (2005年)
- 軍事人力-適合服兵役數：15-49歲男性-737292 (2005年)
- 軍事人力-達到服兵役年齡每年：男性-18,743 (2005年)
- 軍事支出：30.1億美元(2005年)
- 軍事支出佔國內生產總值：4.2 % (2005年)